# Hexacentrus australis
Hexacentrus australis är en insektsart som beskrevs av Ludwig Redtenbacher 1891. Hexacentrus australis ingår i släktet Hexacentrus och familjen vårtbitare. Inga underarter finns listade i Catalogue of Life.